# Cleptometopus fisheri
Cleptometopus fisheri är en skalbaggsart som beskrevs av Gardner 1941. Cleptometopus fisheri ingår i släktet Cleptometopus och familjen långhorningar. Inga underarter finns listade i Catalogue of Life.